# Joe the Lion
«Joe the Lion» es una canción escrita por el músico británico David Bowie en 1977 para su álbum “Heroes”. Fue producido por Bowie y Tony Visconti y presenta una guitarra líder por Robert Fripp.

## Antecedentes
La canción es en parte un tributo a la interpretación artística de Chris Burden, que fue famoso por crusificarse en un Volkswagen en 1974 ("Clavame en un carro y te diré quién eres") y por tener un asistente que le dispararse en el brazo en una galería de arte en 1971. "Joe the Lion" también se ha visto como una reflejo de la lucha de Bowie por superar el entumecimiento emocional que parecía impregnar su álbum anterior, Low ("Te levantas y duermes").
Bowie práctico la canción para la gira de Isolar II de 1978, pero finalmente no fue interpretada en vivo hasta las giras de Serious Moonlight (1983) y Outside (1995), y fue considerada para la gira de Glass Spider de 1987.
"Joe the Lion" ha sido descrita por el crítico Chris O'Leary como "fenomenal" y "una de los apogeos más grandes de Bowie en la década de los 70s".

## Otros lanzamientos
- La canción fue publicado como lado B del lanzamiento en Estados Unidos de "John, I'm Only Dancing (Again)" el 7 de diciembre de 1979.[8]
- La canción ha aparecido en numerosos álbumes compilatorios de David Bowie:
  - Golden Years (1983)
  - Sound + Vision (1989)
- Un ensayo de prueba de sonido en vivo de la canción en la gira de Isolar II fue publicado en febrero de 2020, en un disco ilustrado junto con una grabación en vivo de "Alabama Song".[3]

## Versiones en vivo
- Una versión grabada en 1995 durante la gira de Outside Tour fue publicada como parte del álbum en vivo Ouvrez le Chien (Live Dallas 95).[9]